# Юсуке Тасака
Юсуке Тасака (яп. 田坂祐介, нар. 8 липня 1985, Хіросіма) — японський футболіст, що грав на позиції півзахисника.
Виступав, зокрема, за клуби «Кавасакі Фронталє» та «Бохум».

## Ігрова кар'єра
Народився 8 липня 1985 року в місті Хіросіма. 
У дорослому футболі дебютував 2007 року виступами за команду «Кавасакі Фронталє», в якій провів п'ять сезонів, взявши участь у 105 матчах чемпіонату. Більшість часу, проведеного у складі «Кавасакі Фронталє», був основним гравцем команди.
Своєю грою за цю команду привернув увагу представників тренерського штабу клубу «Бохум», до складу якого приєднався 2012 року. Відіграв за бохумський клуб наступні три сезони своєї ігрової кар'єри. Граючи у складі «Бохума» також здебільшого виходив на поле в основному складі команди.
Протягом 2015—2018 років знову захищав кольори клубу «Кавасакі Фронталє».
Завершив ігрову кар'єру у команді «ДЖЕФ Юнайтед», за яку виступав протягом 2019—2020 років.